# Камал, Шариф Камалетдинович
Шариф Камал (тат. Шәриф Камал, урожд. Шариф Камалетдинович Байгильдеев (тат. Шәриф Камалетдин улы Байгилдиев); 15 (27) февраля 1884, Татарская Пишля, Инсарский уезд, Пензенская губерния, Российская империя — 22 декабря 1942, Казань, Татарская АССР, РСФСР, СССР) — советский татарский писатель, драматург, публицист и переводчик, общественный деятель, один из крупнейших представителей татарской литературы начала XX века и основоположников социалистического реализма в татарском национальном искусстве.
Автор новелл, рассказов и фельетонов, повести «Чайки» (тат. Акчарлаклар), романов «Когда рождается прекрасное» (тат. Матур туганда) и «Твердой поступью» (тат. Ныклы адымнар), пьес и циклов стихотворений. Переводил с русского на татарский язык произведения Николая Гоголя («Мертвые души») и Михаила Шолохова («Поднятая целина»). Член Союза писателей СССР с 1934 года.
Заслуженный деятель искусств Татарской АССР (1940). Награждён орденом Ленина (1940).

## Биография

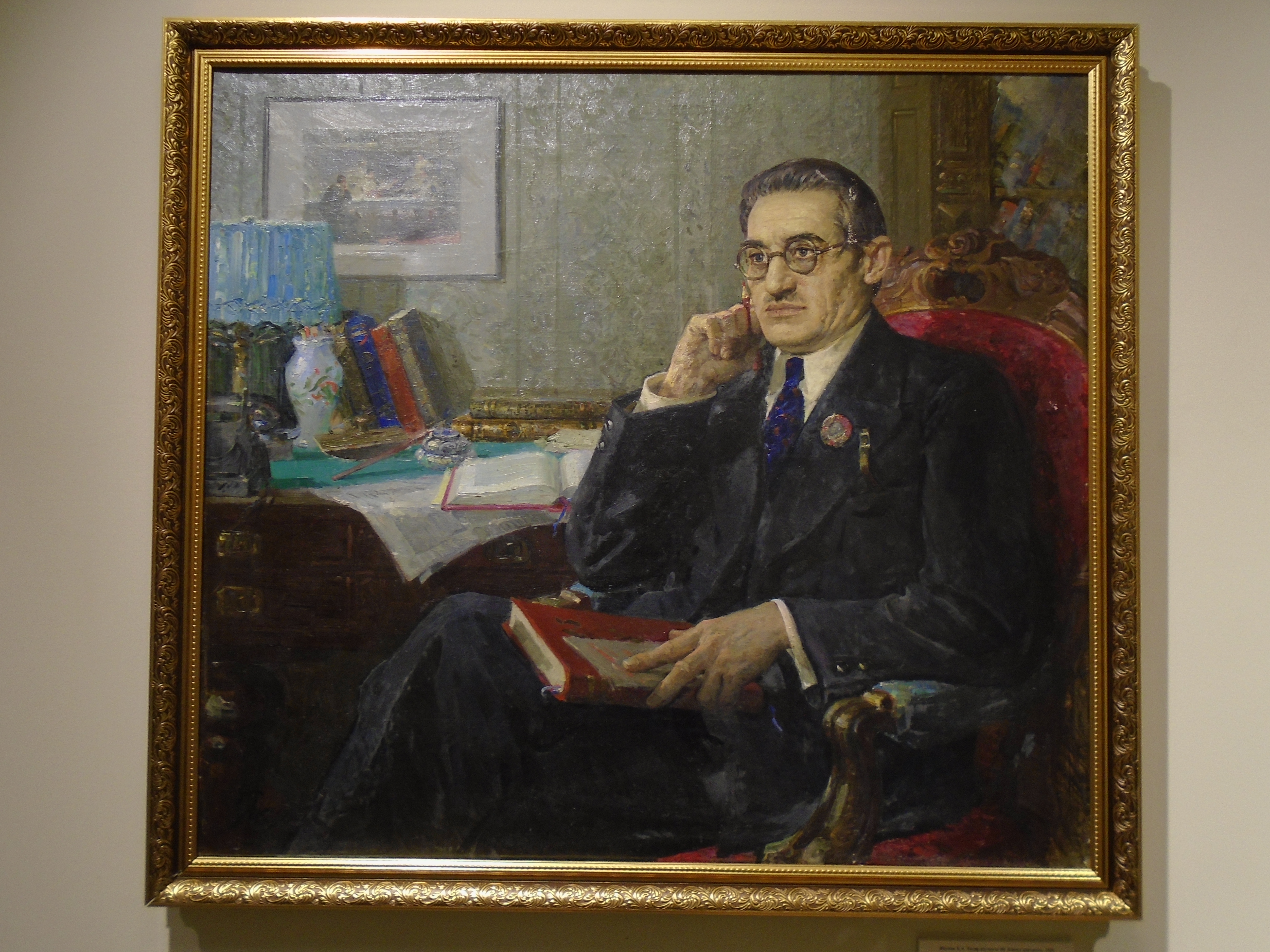
Харис Якупов. Портрет Шарифа Камала. 1949. Музей истории татарской литературы с мемориальной квартирой Ш.Камала

### Детство и отрочество
Шариф Камал родился 15 (27) февраля 1884  года в селе Татарская Пишля Инсарского уезда Пензенской губернии. Ныне село относится Рузаевскому району Мордовии. Отец, Камалетдин Файзуллович Байгильдеев, был потомственным муллой, а мать, Зулейха Идрисовна, также происходила из семьи мусульманских религиозных деятелей. Считается, что Камалетдин мулла, требовательный и строгий человек, был сторонником кадимистских взглядов и хотел привить их своим трем сыновьям. Шариф был средним сыном. Его старший брат Гимади и младший брат Абдулла Байгильдеевы продолжили духовную карьеру отца.
Начальное образование Шариф получил сначала в школе в родном селе, а с ноября 1896 года учился в медресе села Алтары под руководством дамеллы Юсуфа Сайфуллина. Здесь происходит его первое знакомство с зачатками светского образования: он испытывает влияние брата руководителя медресе Газиза Сайфуллина, выписывавшего газету «Терджиман». Тем не менее, система обучения в Алтарском медресе (тат. Ләбәжә мәдрәсәсе) была построена на кадимистских, консервативных началах, что постепенно перестало удовлетворять молодого человека.
В перерывах между учёбой, в летнее каникулярное время, Шариф участвует в строительстве участка железной дороги между Рузаевкой и Голицыном. Весной 1900 года он уходит из медресе. Осенью того же года нанимается приказчиком к торговцу Ахсану Анненкову и уезжает вместе с ним в Ригу. Участвует в торговых делах купца, но в 1901 году увольняется и вместе со своим другом Мусой уезжает в Одессу. К этому времени у него появляется мечта получить высшее образование в Турции. Возможно, этому его сподвигло влияние преподавателей из Алтарского медресе. Однако ни документов (заграничного паспорта), ни нужных средств для переезда в Османскую империю у юноши не имелось. Поэтому Одесса была лишь первым пунктом сложного путешествия, но здесь он проводит некоторое время, работая уборщиком в пекарне. Далее он на пароходе добирается до Батуми и несколько месяцев работает в турецкой харчевне. В Батуми он находит контрабандистов, готовых за 6 рублей взять его с собой, и ночью доплывает на их лодке до черноморского города Ризе. Следующий известный город его путешествия — Трапезунд. Позже он, наконец, приезжает в Стамбул.
В столице Османской империи 17-летний Шариф он становится вольнослушателем в Дарельмугаллимин (высших педагогических курсах), пытаясь одновременно заработать на жизнь, работая переписчиком разных бумаг. Окончив один зимний курс в сложных материальных условиях, он покидает Турцию: вместе с другом по учёбе Файзуллой Мухамматом добирается пешком до Измира, а далее на пароходе прибывает в Египет. Он приезжает в Каир для учёбы в университете Аль-Азхар и устраивается в пансионат, организованный казанским татарином Шейх Гинаятом. В Египте молодой студент погружается в учёбу, активно изучает местную прессу и интересуется творчеством Мухаммада Абдо. В 1903 году возвращается в Россию.

### Возвращению в Россию и Петербургский период
В 1903 году женится на односельчанке Хаят Фахретдиновне, но довольно быстро обстоятельства вынуждают его покинуть семью и уехать на заработки. В 1903-1904 годах Шариф работает на угольных шахтах Донбасса (известно, что он был забойщиком в Щербинском руднике Екатеринославской губернии), нефтепромыслах Кавказа и рыбных промыслах Каспия. События, происходившие в это время и многочисленные люди, с которыми встречался Ш.Камал, позже становятся основой для многочисленных рассказов и повести «Чайки». Так, жизнь шахтёров Щербинского рудника легла в основу рассказа «В Вороньем гнезде» (тат. Козгыннар оясында), позже переработанного в одноимённую пьесу. Отмечается, что в этот период он посещал собрания и митинги рабочих, а также продолжал заниматься самообразованием.
В 1905 году по приглашению и при поддержке старшего брата Гимади Байгильдеева переселяется в Санкт-Петербург. Гимади, получивший отличное религиозное образование, смог ранее перебраться в столицу империи, преподавал в медресе и пользовался большим доверием гарнизонного ахуна Атауллы Баязитова. Под протекцией Баязитова, Гимади тоже готовился к карьере военного ахуна. В 1912 году его назначают имамом татарской мечети в Армавире, а с 1915 года он становится по совместительству ахуном Кавказского военного округа.
Под влиянием старшего брата, Шариф начинает участвовать в религиозной и общественной жизни татар Санкт-Петербурга. Он также становится учителем татарской школы и уже с сентября 1905 года сотрудничает с первой официальной татарской газетой Российской империи «Нур» (Луч).
В Петербурге начинается творческая жизнь Шарифа Камала. В «Нур» выходят первые публикации молодого литератора — это стихи и фельетоны. В них звучит протест против деспотизма, невежества и призыв к просвещению и распространению культуры. В 1906 году первые стихи Ш.Камала выходят отдельным сборником «Голос» (тат. Сада).

### Оренбургский период
После возвращения в родную деревню Пишля в 1907 году, Шариф Камал прилагает много усилий для упорядочения преподавания в местной школе, оказывает педагогическую и методическую помощь учителям соседних школ. На определённое время наступает пауза в его литературной деятельности, которая прерывается уже в 1909 году с выходом рассказа «Пробуждение» (тат. Уяну) в оренбургском журнале «Шура».
Переезд с семьей в Оренбург в 1910 году превращает Шарифа Камала в профессионального литератора. Он оказывается в этом городе по приглашению Фатиха Карими и Закира Рамеева, возлагавших большие надежды на писательский талант Шарифа Камала. Он работает счетоводом и корректором в редакциях журнала «Шура» и газеты «Вакыт», одновременно продолжает регулярно писать новеллы, фельетоны и рассказы. В 1914 году газета «Вакыт» издаёт его сборник рассказов, объединённых под названием «Группа рассказов» (тат. «Хикәяләр төркеме»). Через год выходит повесть «Акчарлаклар» и пьеса «Хаджи эфенди женится» (тат. «Хаҗи әфәнде өйләнә»).
В конце января 1918 года газета «Вакыт» и журнал «Шура» закрываются, а типография и бумага конфисковываются местными большевистскими властями в Оренбурге. Чуть позднее закрывается газета «Яңа вакыт» (Новое время), которая издавалась с 1 ноября 1917 года «Торговым домом З.Даминова и М.Галяутдинова». В этой газете, задуманной в качестве альтернативе закрывающегося «Вакыт», Шариф Камал, наряду с Фатихом Карими, участвует в качестве постоянного автора и редактора.
В ноябре 1919 года Шариф Камал вступает в партию большевиков. В годы революции и вплоть до 1925 года он живёт в Оренбурге и ведёт обширную общественную деятельность. За этот период он успевает стать журналистом, сотрудником, ответственным редактором местных газет «Яңа вакыт» (Новое Время), «Эшчеләр дөньясы» (Мир рабочих), «Кызыл Йолдыз» (Красная Звезда), «Сабан» (Плуг), «Юл» (Путь).
В 1919—1920 годах работает заведующим татарской библиотеки имени Исмаила Гаспринского. Вскоре Шариф Камал становится преподавателем Татарского института народного образования (ТИНО), созданного на основе бывшего медресе «Хусаиния». ТИНО становится своеобразным центром татарской научной и образовательной жизни региона. Здесь собираются такие деятели, как Нургали Надеев, Фатих Карими, Сунгатулла Бикбулатов и другие. Среди студентов ТИНО оказывается и Муса Джалиль.
Летом 1921 года Шариф Камал участвует в создании сельскохозяйственной коммуны в деревне Нижние Чебеньки современного Сакмарского района Оренбургской области. Писатель переезжает туда вместе с семьей и несколько лет живёт в селе, работает в коммуне, участвует в организационных процессах. История создания и жизни коммуны положена в основу сюжета известного романа Шарифа Камала «Когда рождается прекрасное», вышедшего в 1937 г. Для сбора дополнительных материалов по истории коммуны он возвращается в эти края 1936 году.
Опыт организаторской работы Ш. Камала находит применение в педагогической сфере: с 13 марта 1923 года он работает заведующим детского дома №18, а после его объединения с другими учреждениями с 1 октября того же года назначается директором татарской школы имени Ильича в Оренбурге. В Оренбурге Камал участвует и в работе советских органов: например, избирается членом Оренбургского Совета рабочих и красноармейских депутатов в 1924 году.
Постепенно возобновляется творческая деятельность писателя. С января 1924 года в Оренбурге начинается выпуск газеты «Юл» (Путь) — органа Казахстанского крайкома РКП(б). Шариф Камал становится активным автором газеты, редактором которой был его ученик Загид Шарки. 6 августа 1924 года газета начинает выходить под названием «Сабан» (Плуг).Через год обязанности ответственного редактора газеты переходят на Ш.Камала. Здесь он работает до самого закрытия издания в 1925 году.

### Казанский период
Наконец, в 1925 году по приглашению Татарского обкома РКП (б), Шариф Камал со своей семьей переезжает в Казань и назначается заведующим партийного отдела в газете «Кызыл Татарстан».В Казани начинается новый, бурный период его творчества. Уже в 1926 году издается его первый роман «На заре» (тат. «Таң атканда»), а в татарском театре ставится спектакль «Хаджи эфенди женится».
Творческая деятельность писателя шла параллельно со службой в различных учреждениях и общественной работой. После ухода из газеты, он трудится ученым секретарем Дома татарской культуры (1927—1928), далее назначается инспектором Главлита при Наркомпросе ТАССР (1928—1932), заведующим литературной частью Татарского Академического театра (1933—1935).
В 1929 году участвует в экскурсии татарских писателей и деятелей культуры в южных областях СССР: в составе группы посещает Астрахань, Махачкалу, Баку, Тбилиси, Харьков, Ялту. 15 сентября 1929 года, в составе делегации экскурсантов, встречается с М. Горьким — инициатором путешествия татарских писателей. Спустя 5 лет он снова встречается с Горьким уже во время Первого Всесоюзного съезда советских писателей. В работе этого съезда Ш.Камал принимает участие в качестве гостя. Интересно, что в период репрессий, когда преследовались многие участники организационного съезда советских писателей, участие Шарифа Камала в работе всесоюзного съезда только в качестве гостя, а не делегата с решающим или совещательным мандатом, интерпретировалось как результат происков националистических и буржуазных элементов в руководстве татарской писательской организации. Для Шарифа Камала это был не первый опыт участия в работе литературной организации: 26 мая 1932 года он уже был включен в состав временного комитета, заведовавшего процессом создания Союза писателей ТАССР, 29 июня 1934 года принят в Союз советских писателей СССР. А в 1937 году его избирают в состав правления Союза писателей ТАССР.
В эти годы Камал выполняет множество общественных обязанностей, участвует в работе различных комиссий, выполняет творческие поручения партии. В июне 1930 года изучает обстановку в Бондюжском заводе и по поручению ТАПП (Татарской ассоциации пролетарских писателей) создаёт пьесу «Таулар» и очерк о жизни рабочих химического завода. В апреле 1933 года направляется в Казанский меховой комбинат для последующего написания драматического произведения о жизни рабочих комбината.
С 1935 года Шариф Камал вел жизнь профессионального писателя. В 1937 году закончил роман «Когда рождается прекрасное» (тат. «Матур туганда»), ставший одним из важнейших произведений социалистического реализма в татарской литературе.
В марте 1940 года отмечался 30-летний юбилей творческой деятельности Ш. Камала. Писатель стал депутатом Казанского городского Совета, 26 марта 1940 года получил звание заслуженного деятеля искусств ТАССР.  В том же году награждается Орденом Ленина.
22 декабря 1942 года Шариф Камал умирает в своей квартире в Казани после недолгой болезни.

### Семья
Жена — Хаят Фахрутдиновна Байгильдеева. Дети: Хусаин (умер в 1929 году), Зайнаб (1912—2002), Юсуф (1916—1944), Ахтем (родился в 1920 году, умер в младенчестве), Рауза (умерла в младенчестве в 1925 году).

## Творчество

### Раннее творчество
Творческая биография Шарифа Камала начинается с поэзии и художественной публицистики. Первые стихи Ш. Камала были опубликованы в 1905 году татарской газете «Нур», выходившей в Санкт-Петербурге. Через год в типографии этой же газеты издается первый сборник его стихов «Сада» (Голос). Не все стихотворения сборника были зрелыми в художественном плане, но это был отклик автора на революционные события 1905 года и состояние татарского общества того времени.

### Дореволюционная проза
В 1909 году появляется рассказ «Пробуждение». Он знаменует собой новое начало творчества писателя. Рассказ выходит в оренбургском журнале «Шура». После этого рассказа в течение последующих 7 лет в Оренбурге Ш.Камал написал ряд статей и фельетонов на общественно-политические темы, более 30 новелл и рассказов, повесть «Чайки» о рыбаках и рабочих каспийских рыбных промыслов и комедию «Хаджи эфенди женится».
Короткие рассказы (иногда обозначаются как новеллы) оренбургского периода жизни писателя стали основой психологической прозы в татарской литературе. Герои этих произведений, а как правило, это простые люди, изображаются в пограничном состоянии, в моменты прохождения нравственных испытаний и прозрения. В рассказах присутствует и историко-социальный детерминизм, который служит передаче трагизма существования человека как представителя татарской нации. В то же время они выходят за рамки реализма, потому что автор в качестве предмета художественного изображения выбирает явления подсознания. Исследователь Дания Загидуллина отмечает, что Шариф Камал активно пользуется приемами импрессионистской эстетики: «потоком сознания», фрагментарностью и монтажностью композиции произведения, символизацией.
Тематически новеллы Шарифа Камала охватывают спектр проблем жизни татарского общества начала XX столетия: права женщин, сложности системы образования, несправедливость в капиталистическом устройстве общества, проблема интеллигенции. В этих произведениях он зачастую задается вопросами о счастье, попытках простого человека найти свое место в жизни. Все же на первый план в рассказах этого периода выходят память человека, его душевные переживания и состояния. Эти произведения оказали сильнейшее воздействие на татарскую прозу начала XX столетия, обеспечили проникновение психологического анализа в полотно реалистического или романтического изображения.
Тема труженика и гуманистического отношения к рабочему раскрывается в повести «Чайки», опубликованной в виде отдельной книги в 1915 году. Произведение местами автобиографично и навеяно воспоминаниями о рыбацкой жизни самого автора. В среде простых рыбаков Каспия Камал находит мир глубоких и сильных чувств. Его герои – люди духовное сильные, влюбленные в жизнь несмотря на тяжёлые условия среды. В повести рисуется картина искренней и чистой любви между рабочим Гарифом и работницей Газизой. Но нищета и социальные проблемы становятся преградой на пути к счастью. Из-за нужды Гариф покидает рыболовецкий промысел, и в конечном счёте, ему не удаётся вернуться назад, за любимой Газизой.
Море и чайки над ним — эмоциональный фон повести. Шариф Камал возвращается к этому образу почти в каждой главе. В «Чайках» ярко отражается импрессионистский стиль Шарифа Камала: написание короткими предложениями, внезапность начала рассказа. Повесть начинается с красивой романтической метафоры «Море смеется!».  Этот стиль сохраняется и в описании взаимоотношений молодых героев — Гарифа и Газизы. «Гариф повернулся к Газизе. Она стояла совсем близко. Несколько секунд прошло в молчании. Гариф растерялся от такой встречи с глазу на глаз. Может быть, он навсегда прощается с ней. Говорить о любви было поздно, уйти, ничего не сказав, — невозможно».
Основным творческим методом в дооктябрьском творчестве Камала остается реализм, при этом наиболее активным образом используются приемы импрессионистской литературы и психологизм. На характер произведений Ш.Камала оказало влияние творчество А.М. Горького — в вопросе построение образов простых людей; проза А.П. Чехова — в стремлении уловить нюансы в психике человека. Некоторые новеллы писателя были навеяны опытом чтения турецкой литературы, в основном, рассказов Халида Зия Ушаклыгиля. В языковом плане писатель совершает переход с «старого» литературного языка на татарский литературный язык, приближенный к народному языку. На стиль и язык его текстов сильное влияние оказала турецкая литература и западный (мишарский) диалект татарского языка.

### Проза после революции
После Октябрьской революции Камал создал роман «Таң атканда» (На заре) о революции, «Матур туганда» (Когда рождается прекрасное) о деревне 1920-х годов. Также им были созданы драматические произведения «Ут» (Огонь), «Козгыннар оясында» (Воронье гнездо), «Таулар» (Горы), «Томан арты» (За туманом).
В годы Гражданской войны Ш.Камал занимается широкой общественной работой. В начале 1920-х появляются новые рассказы, в которых уже намечается тема рождения новых людей. В дальнейшем идея «рождения прекрасного» становится лейтмотивом всего последующего творчества.  Так, в рассказе «Комсомолец Хайри» 1924 года повествуется о формировании нового человека под влиянием быстро развивающихся исторических событий. Хотя в этом рассказе много схематичного и эскизного, и ему не достает прежней поэтичности текстов Камала, рассказ все же свидетельствует о глубоком понимании автором реалий эпохи и умении ярко освещать новую веху в художественных образах. В таком же направлении будет написан рассказ «Деревня прекрасно думает» (1925—1926 годы).
В 1926 году выходит роман «На заре», в котором вновь встречаются герои из повести «Чайки», но уже выросшие на волне революционных событий. Однако основным героем нового романа является Мухтар Булатов — рабочий-революционер, с 15 лет влившийся в отряд промышленных рабочих. Рабочие и революция, отношение татарской интеллигенции к советской власти и неизменный вопрос о счастье — вот основные проблемы, поднимаемые в романе. «На заре» считается первым в татарской литературе историко-революционным романом, написанным с позиций социалистического реализма.

#### «Когда рождается прекрасное»
Крупнейшей прозаической работой Шарифа Камала стал роман-эпопея «Когда рождается прекрасное». История написания романа начинается с 1930 года, однако был он закончен в 1937 году и задумывался как первая книга из серии романов о жизни татарского общества после октября 1917 года. Всего было задумано 5 романов:
1. Когда рождается прекрасное (охватывает 1918—1920 годы);
2. Твердой поступью (1921—1925);
3. Глубокое дыхание (1926—1929);
4. На новую высоту (1930—1934);
5. ... (название не было зафиксировано автором) (1935—1937).

Несмотря на то, что из задуманной эпопеи была полностью написана только первая книга, роман «Когда рождается прекрасное» считается законченным произведением, в котором завершаются основные события и разрешается основная проблема. Литературоведами данный роман рассматривается как одно из главных произведений, «побед» татарского социалистического реализма. Он посвящен созданию сельской коммуны в Оренбургском крае и противостоянию деревенской бедноты и кулаков. Интересно, что сюжет построен на событиях, в которых Шариф Камал сам принимал участие.
В 1939—1940 годах в литературном журнале «Совет әдәбияты» были напечатаны главы продолжения первого романа — романа «Твёрдой поступью». Здесь повествование продолжается в обстановке города, а одним из героев становится Ахмет — директор детдома. Однако роман не был закончен.

### Драматургия
В 1915 году Шариф Камал написал свое первое драматургическое произведение — комедию «Хаджи эфенди женится». Сюжет комедии построен на противопоставлении лицемерного старика Юнуса-хаджи и молодых, прогрессивно настроенных представителей общества. После этой комедии надолго прерывается драматургическое творчества Ш.Камала. К этому жанру он возвращается уже в Казани после 1925 года.
Драматические произведения Шарифа Камала ярко откликаются на основные события жизни 1920-1930 годов. Драма «Огонь» 1928 года — первая пьеса писателя, законченная после революции. Герой драмы Рауф Муратов, бывший рабочий, ставший при советской власти крупным хозяйственником, попадает в сети «классового врага» и гибнет, потерпев крах. Пьеса показывает, как личные симпатии и родственные связи героя вступают в противоречие с общественными интересами и вызывают в нём мучительные переживания.  Пьеса стала важной вехой на пути развития татарской социально-психологической драмы.
После поездки в поселок Бондюг в 1930 году, он пишет драму «Горы», где показывается судьба коллектива целого завода, оказавшегося под угрозой закрытия. Эта пьеса оказалась не самой удачной работой Шарифа Камала. Отмечается, что «рыхлость композиции и схематичность ряда персонажей заметно снизили уровень ее художества».
В 1934 году выходит драма «Габбас Галин» (другое название — «За туманом»). Её главный герой — молодой инициативный инженер Казанского мехового комбината. Конфликт построен на столкновении с торговым агентом комбината Талиповым, совершающим махинации с мехами.
Пьеса Шарифа Камала «В Вороньем гнезде» была создана на основе его же одноимённого рассказа. События драмы охватывают период подготовки революции 1905 года и разворачиваются на фоне каменноугольных шахт Екатеринославской губернии. Пьеса была переведена на русский язык Ильясом Кудашевым-Ашказарским и поставлена в русском театре Казани.
В 1940 году на основе романа «Когда рождается прекрасное» Ш.Камал создаёт одноимённую пьесу. Основу драматического конфликта составляет борьба жителей коммуны против шайки Амирджана.
В библиографии писателя присутствуют незаконченные драматические произведения: драма «Сомнение», комедия «Седёлка», драмы «Шестая башня», «Узлы» и «Сафура». Из них «Сафура» — одна из самых последних работ Ш.Камала.

### Публицистика
На протяжении всей творческой жизни Шариф Камал написал и опубликовал десятки разных статей, рецензий и фельетонов. Его сатирические заметки и фельетоны выходили в татарских газетах «Нур», «Вакыт», «Сабан» и журналах «Шура» и «Кармак», а также в советских печатных изданиях Казани. Как журналист, он активно участвовал в работе газеты «Вакыт» в 1910—1917 годах, а в 1919—1925 годах был сотрудником и редактором различных советских газет Оренбурга.
Первая публицистическая статья Ш.Камала под названием «Взгляд на положение нации» появилась в первом номере первой официальной татарской газеты «Нур» 2 сентября 1905 года. В дальнейших номерах газеты вышли ещё несколько статей Камала.
Позднее на страницах оренбургского издания «Вакыт» Камал публиковал фельетоны и статьи, критикующие политических деятелей, отдельных представителей духовенства и различные события. Так, в 1910 году вышла статья «Письма из деревень». Здесь он комментирует присланные в редакцию письма, показывая большое количество жалоб на действия мулл, старшин и старост. В фельетоне «Из писем о школах» рассказывает о фундаментальных проблемах деревенских школ. В 1912 году, когда отмечалось 100-летие Отечественной войны, он публикует патриотическую статью «Праздник войны».
Последняя публицистическая работа Ш.Камала — статья «Враг должен быть уничтожен». Он был опубликован спустя два дня после смерти писателя, 24 декабря 1942 года в газете «Кызыл Татарстан».

### Переводы
Ещё будучи автором в газете «Нур», Шариф Камал перевёл и опубликовал на страницах газеты рассказ «Гөнаһ шомлыгы» с английского языка. Также Ш.Камал первым перевёл на татарский язык роман «Поднятая целина» М. А. Шолохова. Произведение было издано в 1934 году Татарским книжным издательством под названием «Күтәрелгән чирәм». В архиве писателя хранятся перевод поэмы «Мёртвые души» Гоголя.

## Награды
- Орден Ленина (23.06.1940) — в ознаменование 20-й годовщины образования Татарской Автономной Советской Социалистической Республики, за достижения в развитии искусства
- Заслуженный деятель искусств Татарской АССР (1940 год).

## Память
Похоронен на Татарском кладбище в Казани рядом с могилой Габдуллы Тукая, Хусаина Ямашева и других деятелей татарской культуры начала XX века. Могила писателя в 1961 году была включена в реестр памятников культурного наследия Республики Татарстан.

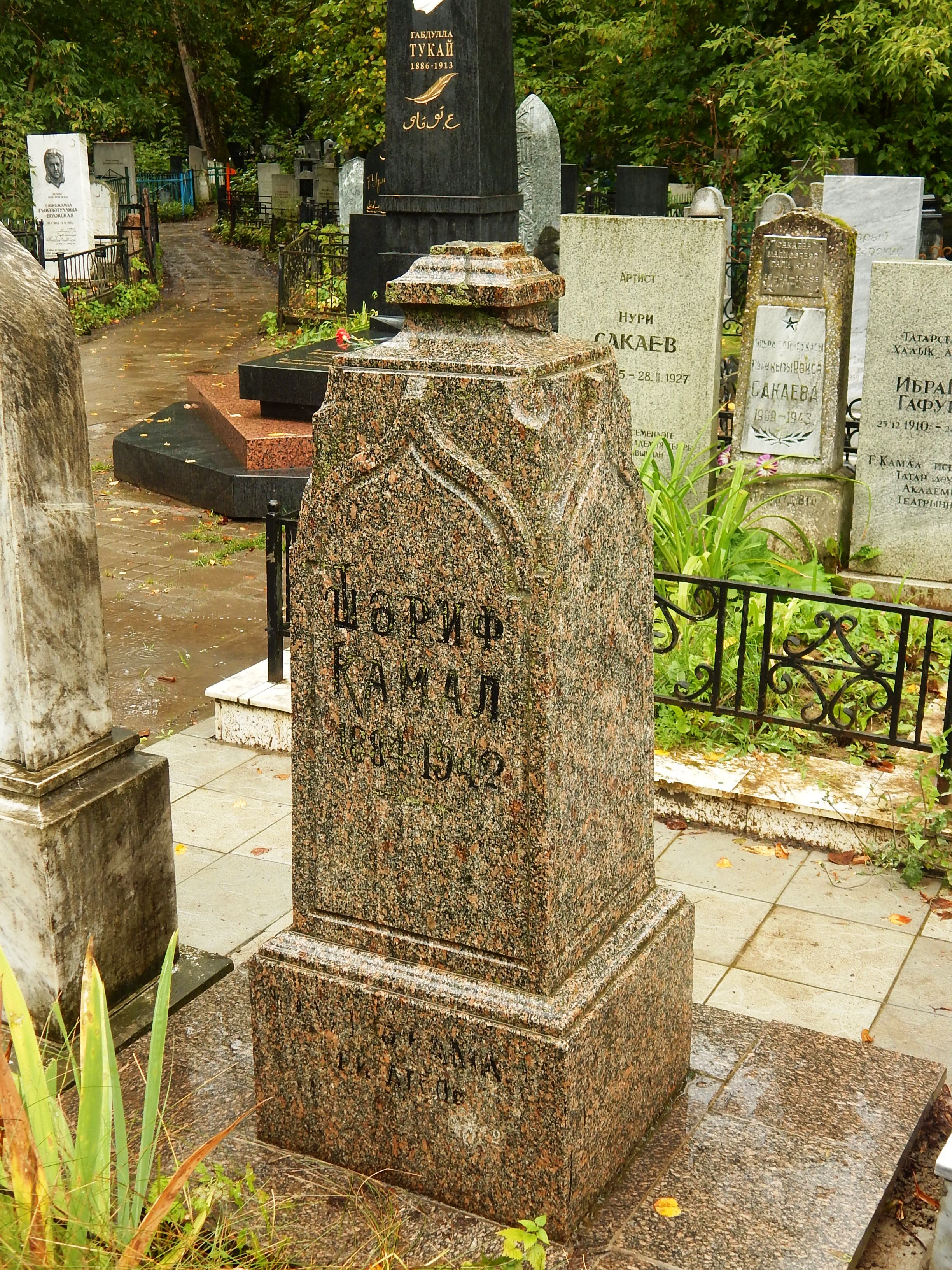
Могила Камала Шарифа
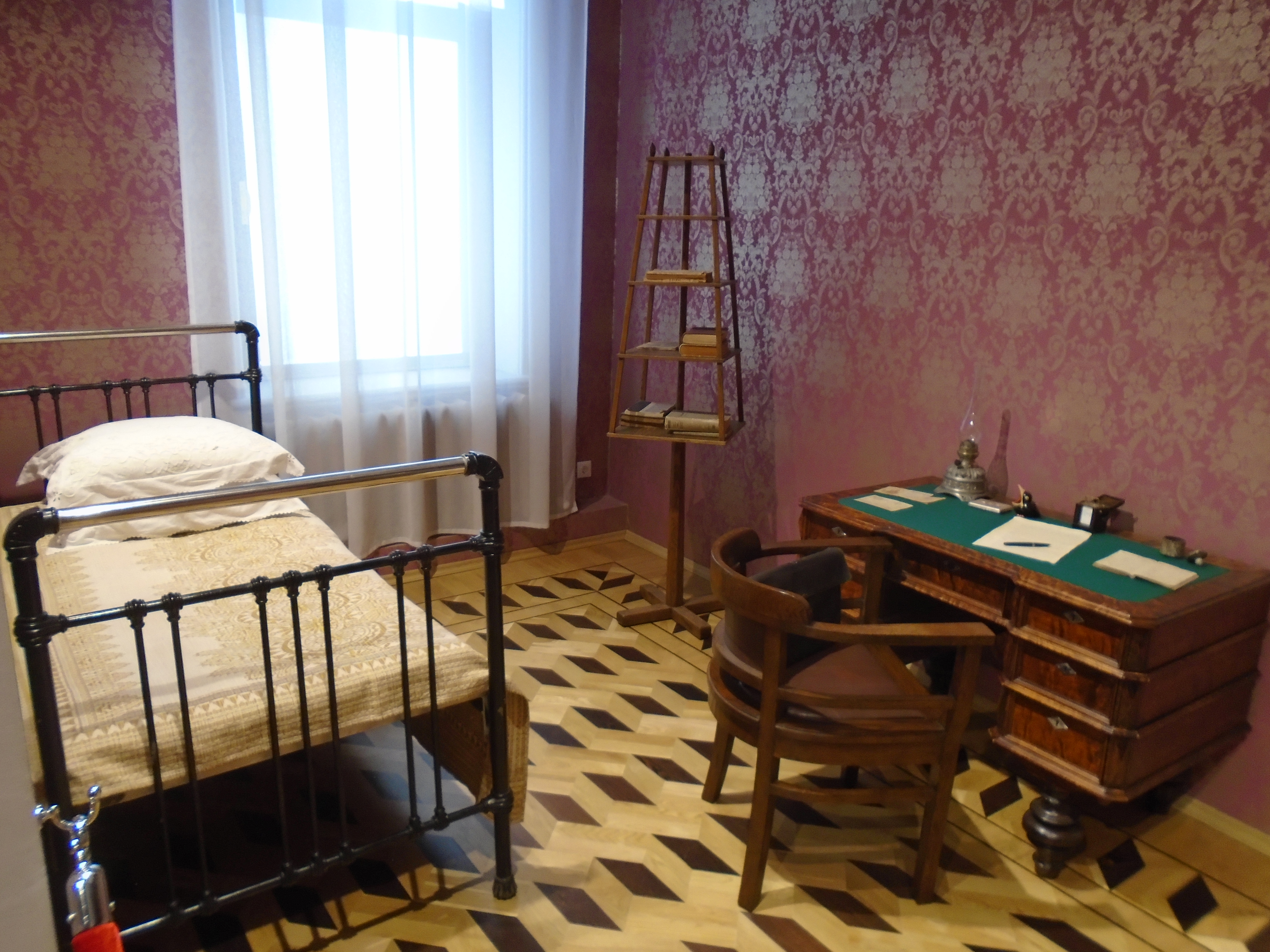
Комната писателя в мемориальной квартире в Казани.

В Казани в составе Национального музея Республики Татарстан с 29 января 1950 года работает музей-квартира Шарифа Камала, а дом, в котором находится музей, с 1959 года включен в свод памятников культурного наследия ТАССР. В здании, где Шариф Камал проживал с 1928 по 1942 год, установлена мемориальная доска. В школе в родном селе писателя также работает музей Ш.Камала.
В 1940 году именем Шарифа Камала названа была названа Нагорная улица в Бауманском районе Казани, однако вскоре ей название было старое название, а решением горисполкома № 917 от 4 декабря 1953 года его именем была названа бывшая Старо-Вахитовская улица в Сталинском районе Казани.
Также его именем названы улица и школа в селе Татарская Пишля Республики Мордовия, а также улицы в городах Зеленодольске, Мамадыше и в селе Большой Кукмор Кукморского района Татарстана.
С 2020 года Министерством культуры Республики Татарстан, Национальным музеем и музеем истории татарской литературы с мемориальной квартирой Шарифа Камала вручается литературная премия Ш.Камала для молодых писателей и переводчиков.